# Comté de Biandrate
Le comté de Biandrate est un territoire existant durant le Moyen Âge, qui tirait son nom de la ville de Biandrate dans la province de Novare.
Il a donné son nom a une lignée familiale porteur du titre de « comte de Biandrate ».

## Histoire de la famille
Cette famille est issue d'une branche de la famille des comtes de Pombia, probablement originaire de la région de Vienne en France et arrivés au Piémont sous le règne d'Hugues d'Arles. La lignée des comtes de Biandrate provient d'Uberto II, fils d'Uberto connu sous le nom de Rufo, tandis que de ses frères Adalberto et Guido Ier descendent respectivement les lignées des comtes de Castello et des comtes de Canavese. Après Uberto II, et après son fils Ottone, la lignée arrive à Alberto Ier de Pombia/Biandrate, qui, dans un document de 1093, se qualifie comme « comte de Biandrate », titre qu'après lui, porteront tous ses descendants. Avec son fils Guido III di Biandrate, qui joua un rôle important dans les événements politiques de son temps, la famille augmenta considérablement son pouvoir et étendit ses domaines.
Au XIIIe siècle, une branche de la famille s'installe en Valais, Gotofredo se lie aux seigneurs de Viège, devenant maire et comte de Viège.